# سیمون سینیوره
سیمون سینیوره (به فرانسوی: Simone Signoret) (زاده ۲۵ مارس ۱۹۲۱ – درگذشته ۳۰ سپتامبر ۱۹۸۵) بازیگر سینمای فرانسوی بود.

## افتخارات

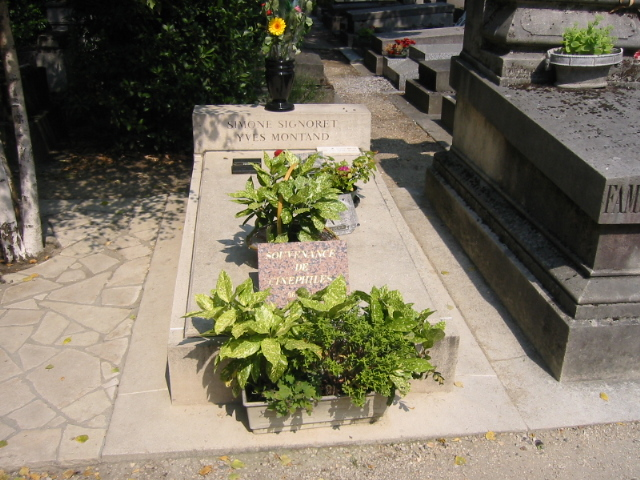
مقبره سیمون سینیوره و ایو مونتان در گورستان پر-لاشز

از او اغلب به‌عنوان یکی از بزرگترین ستاره‌های سینمای فرانسه یاد می‌شود.
او نخستین هنرمند فرانسوی است که موفق به کسب یک جایزه اسکار شد. سینیوره جایزه اسکار بهترین بازیگر نقش اول زن را به‌خاطر بازی در فیلم فرصتی برای پیشرفت(۱۹۵۸) به‌دست‌آورد.
او در طول عمر حرفه‌ایش همچنین موفق به کسب یک بفتا، یک امی، جایزه بهترین بازیگر زن جشنواره فیلم کن، جایزه سزار بهترین بازیگر نقش اول زن و جایزه خرس نقره‌ای بهترین بازیگر زن در جشنواره فیلم برلین شده‌بود.

## گزیده فیلم‌شناسی
- جعبه رؤیاها (۱۹۴۳)
- شیاطین سحر (۱۹۴۵)
- مک آدام (۱۹۴۶)
- علیه باد (۱۹۴۸)
- چرخ فلک (۱۹۵۰)
- لا روند (۱۹۵۰)
- بدون گذاشتن نشانی (۱۹۵۱)
- کلاه‌طلایی (۱۹۵۱)
- ترز راکن (۱۹۵۳)
- شیاطین (فیلم ۱۹۵۵) (۱۹۵۵)
- ننه دلاور و فرزندان او (۱۹۵۵)
- مرگ در باغ (۱۹۵۶)
- جادوگران شهر سالم (۱۹۵۷)
- بوته آزمایش (فیلم ۱۹۵۷) (۱۹۵۷)
- فرصتی برای پیشرفت (۱۹۵۸)
- آدوا و دوستان (۱۹۶۰)
- دوران محاکمه (۱۹۶۲)
- روز و ساعت (۱۹۶۳)
- کشتی احمق‌ها (فیلم) (۱۹۶۵)
- حادثه‌ای در ترن (۱۹۶۵)
- پاریس می‌سوزد؟ (۱۹۶۶)
- رابطه مرگ‌آور (۱۹۶۶)
- بازی‌ها (فیلم) (۱۹۶۷)
- مرغ دریایی (فیلم) (۱۹۶۸)
- ارتش سایه‌ها (۱۹۶۹)
- اعتراف (۱۹۷۰)

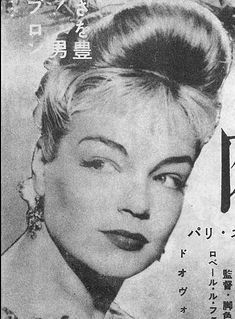

- بیوه کودرک (۱۹۷۱) [در ایران با نام صبح روز حادثه منتشر شد.]
- علف‌های سوخته (۱۹۷۳)
- پلیس پیتون ۳۵۷ (۱۹۷۶)
- مادام رزا (۱۹۷۷)
- یک زن خطرناک (۱۹۷۸)
- جوان خام (۱۹۷۹)
- ناشناس عزیز (۱۹۸۰)